# Bitka na Kozari
Bitka na Kozari, od 15. lipnja do 18. srpnja 1942. bila je zajednički napad njemačkih i postrojbi NDH s ciljem uništenja partizanskih jedinica u sjeverozapadnoj Bosni. Pritisnuti napadima, u okruženju na planini Kozari se našlo oko 90.000 civila (etničkih Srba) koji su se onamo sklonili, te do 6.000 pripadnika NOVJ.
Bitka na Kozari nije zahvatila izrazito velike vojne efektive, kako je to uobičajeno za velike vojne operacije koje se naziva "bitka", ali je ipak bila značajna. Službena jugoslavenska propaganda ju je izdvojila među nekolicinom velikih operacija poznatih pod imenom "sedam neprijateljskih ofenziva".

## Tijek borbi
Početkom 1942. su visoki predstavnici NDH i njemačke vojske dogovorili operaciju protiv partizana u sjeverozapadnoj Bosni, na području koje se prostiralo između rijeke Save na sjeveru, rijeke Une na zapadu, te sjevernije od Prijedora i Banja Luke; sredinom svibnja 1942. partizani su ušli i u Prijedor. Krajem svibnja 1942. ustrojena je njemačka Borbena skupina „Zapadna Bosna“, pod zapovjedništvom generala Friedricha Stahla, koja je sadržavala nešto njemačkih, ali više pridodanih domobranskih i ustaških snaga. Namjera Borbene skupine „Zapadna Bosna“ bila je uspostava „zaprečnih skupina“ oko Kozare i Prosare, koje su trebale potiskivati i konačno uništiti partizane. 
Borbe su započele sredinom lipnja 1942. godine. Partizani su se branili, prelazeći i u oštre protunapade u kojima su nekim domobranskim postrojbama nanijeli znatne gubitke. Krajem lipnja 1942. iz Srbije su stigle dodatne njemačke postrojbe kao pojačanje borbenoj skupini „Zapadna Bosna“. Konačno je 18. srpnja operacija na Kozari i Prosari završena, kako su Nijemci kasnije ocijenili, s „velikim uspjehom“.

## Sudbina civilnog stanovništva
S područja zahvaćenog protupartizanskom operacijom koju su s krajnjom odlučnošću i efikasnošću provele njemačke snage, kojima su samo u manjoj mjeri pomogle snage NDH, bilo je mnoštvo izbjeglica. Vlasti NDH su za njih naredile otvaranje više sabirnih logora, pri čemu je naređeno da se odmah odvoje Srbi od Hrvata (Bošnjaci muslimani su u NDH, također smatrani Hrvatima).
Od civilnog stanovništva koje se bilo sklonilo na Kozari - to su u principu bili Srbi - zarobljeno je njih nešto više od 68 tisuća, tj. malo manje od polovine ukupnog broja stanovništva na tom području. Oni su pretežnim dijelom raseljeni u Slavoniju, gdje su raspršeni po selima - uglavnom onima nastanjenima tamošnjim srpskim stanovništvom - i radili poljoprivredne poslove. Oko 17 tisuća muškaraca, žena i djece je preko logora u Zemunu, Sisku i Staroj Gradišci odvedeno na prisilni rad u Njemačkoj i Norveškoj. Prema dostupnim podatcima, strijeljano je više tisuća mlađih muškaraca. 
Osobiti problem predstavljala su djeca čije su roditelje njemačke vojne snage uputile na prisilni rad u Njemačku. Djelovanjem Hrvatskog Crvenog križa, Caritasa i Akcije Diane Budisavljević, njih oko 12.000 je smješteno po obiteljima po Hrvatskoj, ali ne bez problema. 
U izvješću nadzornika Ministarstva udružbe (tj. socijalne skrbi) NDH Franje Perše od 7. kolovoza 1942. godine se navodi: "29. srpnja o. g. uputio sam se u Jasenovac, a odavle u logore u Uštici, Mlaki i Jablanici. U Uštici nije bilo djece, jer su odpremljena u druge logore. U Mlaki bilo je, kao i u Jablancu oko 5.683 djece. Razložiti narodu svrhu našeg dolaska počeo sam s popisom djece i za prvi prevoz sabrao 850, a za drugi 967 i za treći 1250 djece. Prvi prevoz izvršen je 30. i 31. srpnja. Drugi 2. i 3. kolovoza, a treći 4., 5. i 6. kolovoza. Prvi je prevoz upućen u Zagreb, a drugi i treći u Sisak. Kod svakog prevoza pomagale su sestre Crvenog križa, koje su vodile i brigu oko prehrane djece na putu. [...] Roditeljima obrazložena je korist te dječje kolonizacije, pa se nije vršila nikakova sila, već je dobrovoljnom predajom u sva tri prevoza preuzeto 3.067 djece. U sva tri prevoza nije bilo smrtnih slučajeva, prem bilo je mnogo slučajeva posvemašne izgladnjelosti. Prevoz vršio se običnim seoskim kolima, jer po onom uskom derutnom putu ne bi bilo moguće to izvšiti drugim prevoznim sredstvima. Svaki put je trajao od Mlake do Jasenovca po 3 do 4 sata, a od Jablanca 6 sati."
Sisačke "Hrvatske novine" dana 8. kolovoza 1942. objavljuju: "Ovih dana je došlo u Sisak oko 3000 neobskrbljene i napuštene djece iz krajeva oko Bosanske Gradiške i kraj Kozare-planine, koji su očišćeni od partizana. Razumije se da su ta djeca bila u jadnom stanju, a bilo je i oko 200 dojenčadi. Sva ova djeca su smještena u dječjem sabiralištu Hrvatskog Crvenog Križa; i ako nitko nije pozvao, da tko uzme djecu k sebi, građani i građanke grada Siska odmah su odveli na stotine djece u svoje domove i brinu se za njih. Posebno se mora napomenuti, da glavnu brigu oko te djece vodi Ministarstvo Udružbe i Hrvatski Crveni Križ. Mnoga imena odličnih radnika biti će zlatnim slovima upisana u poviest Hrvatske u ovim teškim ratnim vremenima. Od Ministarstva Udružbe i Crvenog Križa u Zagrebu daju sve svoje snage od sebe: braća Brössler, g. Majstorović, g. Franjo Perše i g. Štefanec, g. Pavlić te sestre gđe Dragica Habazin i Diana Budisavljević uz mnoge svoje pomoćnice; sa strane Ministarstva Zdravstva vodi glavnu brigu g. Dr. Niktopolion Černozubov, od vodećih osoba grada Siska imaju velike zasluge Ustaški logor s g. Rokom Fagetom, gradsko poglavarstvo s g. Josipom Stürmerom i Pavelićem; zatim predstojnik Kotarske oblasti g. Desantić te g. ing. Šoštarić. Od Ženske Loze Ustaškog pokreta gđa Ankica Šušnih i gđa Julija Šepić, te mnoge druge sisačke gospođe, Crveni Križ grada Siska zastupan je po prečasnom g. kanoniku Dr. Ivanu Huleniću i drugim članovima. Veliku brigu su primile Častne sestre, koje su preuzele preko stotinu najmanjih."
Medicinske ekipe ipak bilježe znatnu smrtnost kod male djece, koja su bila smještena u razne logore.
Proći će više od godinu dana dok u kasnijim akcijama u kojima su najvažniji akteri bili Diana Budisavljević, Marko Vidaković i nadbiskup Alojzije Stepinac dok sva djeca napokon ne budu razmještena po obiteljima i tako kvalitetno zbrinuta do kraja rata.

## Vanjske poveznice
- Službene stranice Nacionalnog parka Kozara   Arhivirana inačica izvorne stranice od 19. srpnja 2018. (Wayback Machine)